# Katastrofa lotu Siberian Light Aviation 51
Katastrofa lotu Siberian Light Aviation 51 – katastrofa lotnicza, która wydarzyła się 12 września 2021 r. Samolotem obsługującym lot był Let L-410 Turbolet, który leciał z portu lotniczego Irkuck do portu lotniczego Kazaczinskoje. Samolot rozbił się około 4 km od lotniska, na którym miał wylądować. 
Przyczyna jest badana przez Międzypaństwowy Komitet Lotniczy.

## Załoga
Kapitan miał w chwili wypadku nieco ponad 5600 godzin lotu, w tym 483 godziny jako kapitan.

## Wypadek
Do wypadku doszło około godziny 23:15 czasu lokalnego podczas drugiej próby lądowania samolotu. W gęstej mgle samolot zderzył się z drzewami nad rzeką Kirenga, około 4 km na południowy zachód od pasa startowego.
Ratownicy szybko pojawili się na miejscu i zdołali uratować wszystkich z palącego się wraku. Cztery osoby zmarły w szpitalu z powodu poniesionych obrażeń. Z 16 osób na pokładzie przeżyło 12 osób. Zginęło trzech pasażerów i drugi pilot.

## Dochodzenie
Tego samego dnia Międzypaństwowy Komitet Lotniczy wszczął śledztwo w sprawie wypadku.